# Yolanda Adams
Yolanda Yvette Adams (Houston, Texas, 27 d'agost de 1961) és una locutora i cantant de gòspel estatunidenca. Al llarg de la seva carrera ha obtingut un Grammy i un GMA i ha estat nomenada com la primera artista gòspel de la dècada segons Billboard. En el mateix llistat, apareix el seu àlbum Mountain High... Valley Low, el qual va ser reconegut com el millor àlbum gòspel.
Segons SoundScan, Adams ha vengut més de 4.5 milions d'àlbums des de 1991.
El 1979, va estudiar a l'Institut Sterling de Houston, ciutat on es va criar amb els seus sis germans. Després de graduar-se a la Universitat de Texas va començar a estudiar la carrera de professora alhora que donava els seus primers passos en el món de la música.

## Discografia
- 1987: Just as I Am
- 1991: Through the Storm
- 1993: Save the World
- 1995: More Than A Melody
- 1997: Yolanda..._Live_in_Washington
- 1998: Songs from the Heart
- 1999: Mountain High...Valley Low
- 2000: Christmas With Yolanda Adams
- 2001: Believe
- 2002: The Experience
- 2005: Day By Day
- 2007: What a Wonderful Time
- 2011: Becoming